# Salem Al Ketbi

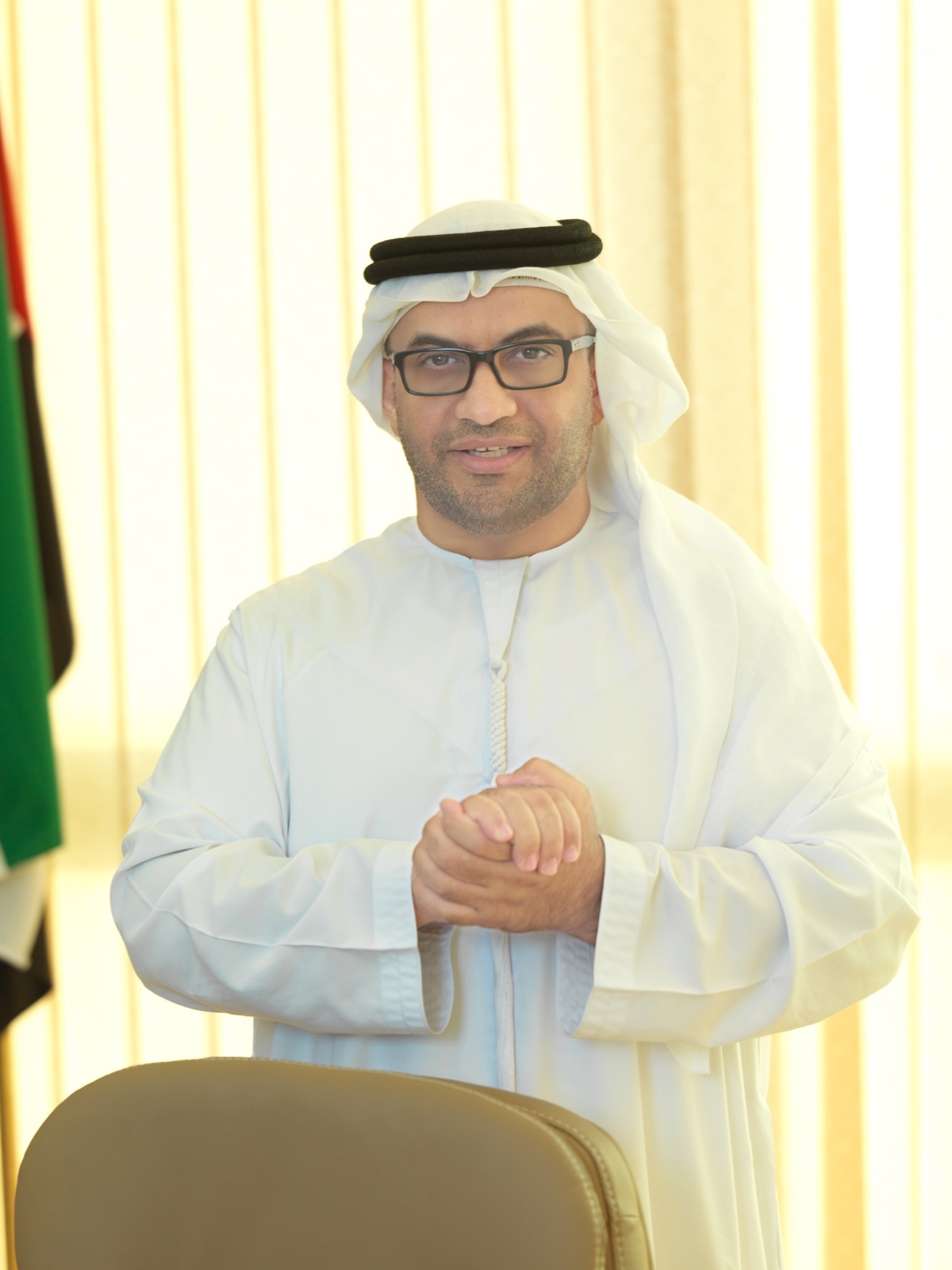
Salem Al Ketbi em 2019

Salem Al Ketbi é um analista político, pesquisador e comentarista-colunista emiradense. Al Ketbi escreve sobre a política dos Emirados Árabes Unidos, em particular sobre a segurança nacional desse país, e também sobre a política estrangeira iraniana, organizações terroristas e grupos extremistas.
Al Ketbi tem um doutoramento em direito público e ciências políticas pela Faculdade de Ciências Jurídicas, Económicas e Sociais, da Universidade Hassan II de Casablanca, com uma tese intitulada « Propaganda e liderança política e religiosa nas redes sociais do mundo árabe ».
Al Ketbi publicou também uma pesquisa em árabe intitulada «Dawlat al Imarat al-Arabiya al-Muttahidah wal-Qadiyyah al-Filistiniyah: Dirasah Tarikhiyah» ("Os Emirados Árabes Unidos e a questão palestina: Um estudo histórico"), sobre a estratégia política dos Emirados em relação ao conflito israelo-palestino após 1971.